# Alleo
Ne doit pas être confondu avec Altéo.
Alleo est un service commercial de transport franco-allemand, filiale commune de la Société nationale des chemins de fer français (SNCF) et de la Deutsche Bahn (DB), actif entre 2007 et 2018. Initialement situé à Sarrebruck, son siège opérationnel déménage à Strasbourg en 2016.
Contrairement à Eurostar et Thalys, Alleo n'est pas une marque commerciale propre, ses produits étant vendus sous la marque « DB - SNCF en coopération » (« DB - SNCF in Kooperation », en allemand). N'étant pas une entreprise ferroviaire, elle ne dispose pas de matériel roulant spécifique pour son réseau.

## Histoire
Alleo est destinée à exploiter, avec des rames TGV (SNCF) et ICE (DB), la ligne à grande vitesse Est européenne, en assurant des liaisons entre la France et l'Allemagne, en l'occurrence Paris – Stuttgart – Munich et Paris – Francfort-sur-le-Main à partir du 10 juin 2007.
Depuis le 23 mars 2012, Alleo exploite une liaison quotidienne en TGV entre Marseille et Francfort-sur-le-Main, desservant notamment les villes françaises de Lyon et Strasbourg.
En 2017, 24 trains circulent entre les deux pays. 16 millions de voyageurs ont été transportés en dix ans. En juillet de la même année, le Wi-Fi doit être disponible sur l'intégralité des parcours Paris – Francfort et Paris – Stuttgart – Munich, ainsi que sur une grande partie du voyage entre Francfort et Marseille.
Fin 2018, les actionnaires votent en assemblée générale la dissolution de la co-entreprise Alleo. Le partenariat franco-allemand continue sous la seule marque « DB - SNCF en coopération ».

## Liaisons

### Paris – Francfort-sur-le-Main
Au total, 6 trains par sens circulent sur cette ligne chaque jour ouvré (initialement 5 à l'occasion de la mise en service de la première phase de la LGV Est européenne, nombre porté à 6 lors de l'ouverture de la seconde phase).
- 4 des 6 trains par jour ouvré circulent via la branche nord et desservent les gares de Paris-Est, Forbach (certains trains seulement), Sarrebruck Hbf, Kaiserslautern Hbf, Mannheim Hbf, Francfort-sur-le-Main Hbf.
- 2 des 6 trains par jour ouvré circulent, depuis l'ouverture de la seconde phase de la LGV Est européenne, via la branche sud et desservent les gares de Paris-Est, Strasbourg, Karlsruhe Hbf, Mannheim Hbf, Francfort-sur-le-Main Hbf.

Cette ligne est assurée principalement par des ICE Velaro D, hormis deux aller-retours quotidiens, soit un sur chaque branche, effectués par des TGV Euroduplex.

### Paris – Stuttgart – Munich
5 trains par sens circulent sur cette ligne, dont un qui est prolongé au-delà de Stuttgart jusqu'à Munich. Elle dessert les gares de Paris-Est, Strasbourg, Karlsruhe Hbf, Stuttgart Hbf, Ulm Hbf, Augsbourg Hbf, Munich Hbf.
Cette ligne est assurée principalement par des TGV Euroduplex, mais aussi par des ICE Velaro D.
Elle était assurée en TGV POS entre la mise en service de la première phase de la LGV Est européenne, en juin 2007, et le rachat de ces rames par Lyria, en 2012,.

### Marseille – Francfort-sur-le-Main
Cette ligne dessert les gares de Marseille-Saint-Charles, Aix-en-Provence TGV, Avignon TGV, Lyon-Part-Dieu, Chalon-sur-Saône, Besançon Franche-Comté TGV, Belfort - Montbéliard TGV, Mulhouse, Strasbourg, Baden-Baden, Karlsruhe Hbf, Mannheim Hbf, Francfort-sur-le-Main Hbf.
Cette liaison est uniquement assurée par des TGV Euroduplex.

### Paris - Berlin Ostbahnhof
Depuis le 16 décembre 2024, un aller-retour par jour relie Paris à Berlin via la branche sud.
Cette ligne dessert les gares de Paris Est, Strasbourg, Karlsruhe Hbf, Francfort (Main) Süd, Berlin - Spandau, Berlin Hbf, Berlin Ostbahnhof.
Cette liaison est uniquement assurée par des ICE Velaro D.